# Holstein (Nebraska)
Pour les articles homonymes, voir Holstein (homonymie).
Le village de Holstein est situé dans le comté d’Adams, dans l’État du Nebraska, aux États-Unis. Sa population s’élevait à 214 habitants lors du recensement de 2010, estimée à 230 habitants en 2016.

## Source
- (en) Cet article est partiellement ou en totalité issu de l’article de Wikipédia en anglais intitulé « Holstein, Nebraska » (voir la liste des auteurs).